# シルヴァン・旭西・ギニャール
シルヴァン・旭西・ギニャール（フランス語: Silvain Kyokusai Guignard、1951年 - ）は、スイス生まれの筑前琵琶奏者、音楽学者。
1975年チューリヒ市立音楽院卒業。1983年チューリヒ大学音楽学部博士課程修了。大学卒業後は日本文部省留学生として大阪大学へ留学する傍ら、人間国宝、筑前琵琶 橘流 日本橘会 宗範である山崎旭萃の元で筑前琵琶を学ぶ。
1999年から2003年まで同志社女子大学音楽学科教授。現在は大阪学院大学国際学部教授、筑前琵琶 橘流 日本橘会所属の秀師範。